# Guinusia dentipes
Guinusia dentipes is een krabbensoort uit de familie van de Plagusiidae. De wetenschappelijke naam van de soort is voor het eerst geldig gepubliceerd in 1835 door De Haan.